# WTA Premier 5 en 2009
Esta es la primera edición de la aparición de los Torneos WTA Premier 5, los cuales son inferiores tanto en distribución de puntaje como en distribución de premios a los Premier Mandatory.

## Torneos
| Evento                      | País                   | Ubicación  | Sede actual                  | Disputado desde | Superficie        |
| --------------------------- | ---------------------- | ---------- | ---------------------------- | --------------- | ----------------- |
| Dubai Tennis Championships  | Emiratos Árabes Unidos | Dubái      | Aviation Club Tennis Centre  | 2001            | Dura              |
| Internazionali BNL d'Italia | Italia                 | Roma       | Foro Itálico                 | 1930            | Polvo de ladrillo |
| Rogers Cup                  | Canadá                 | Toronto    | Aviva Centre                 | 1892            | Dura              |
| Western & Southern Open     | Estados Unidos         | Cincinnati | Lindner Family Tennis Center | 1899            | Dura              |
| Toray Pan Pacific Open      | Japón                  | Tokio      | Ariake Coliseum.             | 1984            | Dura              |

## Resultados
| Torneo     | Campeona en individuales | Finalista          | Marcador            | Campeonas en dobles              | Finalistas                        | Marcador            |
| ---------- | ------------------------ | ------------------ | ------------------- | -------------------------------- | --------------------------------- | ------------------- |
| Dubái      | Elina Svitolina          | Caroline Wozniacki | 6-4, 6-2            | Ekaterina Makarova Elena Vesnina | Andrea Hlaváčková Shuai Peng      | 6-2, 4-6, [10-7]    |
| Roma       | Elina Svitolina          | Simona Halep       | 4-6, 7-5, 6-1       | Yung-Jan Chan Martina Hingis     | Ekaterina Makarova Elena Vesnina  | 7-5, 7-6(4)         |
| Toronto    | Elina Svitolina          | Caroline Wozniacki | 6-4, 6-0            | Ekaterina Makarova Elena Vesnina | Anna-Lena Grönefeld Květa Peschke | 6-0, 6-4            |
| Cincinnati | Garbiñe Muguruza         | Simona Halep       | 6-1, 6-0            | Yung-Jan Chan Martina Hingis     | Su-Wei Hsieh Monica Niculescu     | 4-6, 6-4, [10-7]    |
| Tokio      | Caroline Garcia          | Ashleigh Barty     | 6-7(3), 7-6(4), 6-2 | Yung-Jan Chan Martina Hingis     | Shuko Aoyama Yang Zhaoxuan        | 7-6(5), 3-6, [10-4] |

## Desarrollo de los torneos
Clave
| - Q = Clasificado/a (Qualifier) - WC = Invitación (Wild Card) - LL = Perdedor/a afortunado/a (Lucky Loser) - Alt = Suplente (Alternate) | - SE = Exención especial (Special Exempt) - PR = Ranking protegido (Protected Ranking) - s = Partido suspendido (Suspended) | - r = Retirado/a (Retired) - w/o = No presentación (Walkover) - d = Descalificado/a (Defaulted) |

### Dubái
| Nombre del torneo   | Dubai Duty Free Tennis Championships |
| Fecha               | 20 de febrero – 25 de febrero        |
| Superficie          | Dura                                 |
| Ubicación           | Dubái, Emiratos Árabes Unidos        |
| Premios en efectivo | $2,365,250                           |

### Roma
| Nombre del torneo   | Internazionali BNL d'Italia |
| Fecha               | 15 de mayo – 21 de mayo     |
| Superficie          | Polvo de ladrillo           |
| Ubicación           | Roma, Italia                |
| Premios en efectivo | €2,775,745                  |

### Toronto
| Nombre del torneo   | Rogers Cup                 |
| Fecha               | 7 de agosto – 13 de agosto |
| Superficie          | Dura                       |
| Ubicación           | Toronto, Canadá            |
| Premios en efectivo | $2,513,000.00              |

### Cincinnati
| Nombre del torneo   | Western & Southern Open          |
| Fecha               | 14 de agosto – 20 de agosto      |
| Superficie          | Dura                             |
| Ubicación           | Cincinnati, Ohio, Estados Unidos |
| Premios en efectivo | $2,513,000.00                    |

### Wuhan
| Nombre del torneo   | Wuhan Tennis Open                   |
| Fecha               | 24 de septiembre – 30 de septiembre |
| Superficie          | Dura                                |
| Ubicación           | Wuhan, China                        |
| Premios en efectivo | $2,513,000.00                       |